# 헤더 로클리어
헤더 로클리어(Heather Locklear, 1961년 10월 25일 ~ )는 미국의 배우이다. 폭스 드라마 《멜로즈 플레이스》(1993-99)와 ABC 시트콤 《이야기 도시》(1999-2002)를 통해 골든 글로브상 후보에 총 여섯 차례 올랐다.

## 출연 작품

### 텔레비전
- 다이너스티 (1981-89)
- 더 폴 가이 (1982, 1983)
- 꿈꾸는 낙원 (1982)
- 사랑의 유람선 (1983)
- 배트맨 (1992) - 목소리
- 멜로즈 플레이스 (1993-99) - 제작 겸임
- 이야기 도시 (1999-2002)
- 킹 오브 더 힐 (2000) - 목소리
- 앨리 맥빌 (2002)
- 스크럽스 (2002)
- 두 남자와 1/2 (2004)
- 보스턴 리걸 (2004-05)
- 한나 몬타나 (2007)
- 커플수칙 (2007)
- 멜로즈 플레이스 (2009-10)
- 핫 인 클리블랜드 (2012-13)
- 프랭클린 & 배쉬 (2013)
- 프레시 오프 더 보트 (2017)

### 영화
- 초능력 소녀의 분노 (1984)
- 늪지의 괴물 2 (1989)
- 웨인즈 월드 2 (1993)
- 조강지처 클럽 (1996)
- 머니 토크 (1997)
- 루니 툰: 백 인 액션 (2003)
- 업타운 걸스 (2003)
- 퍼펙트 맨 (2005)
- 무서운 영화 5 (2013)